# Lago Tatlayoko
O lago Tatlayoko é um lago que faz parte do rio Homathko no oeste do Distrito Chilcotin no interior central da Colúmbia Britânica, Canadá.

## Descrição
A sua orientação geográfica, faz com que se estenda num eixo norte-sul apenas a montante da entrada da série dos vários desfiladeiros do Homathko, incluindo o Grande Canyon de Homathko. A sua saída  para o mar localiza-se frente à entrada do fiorde de Bute Inlet. A comunidade de Lake Tatlayoko, está localizada na sua extremidade norte.

## História
O Lago Tatlayoko faz parte da reivindicação de terras do Povo Tsilqot'in da Primeira Nação Xeni Gwet'in, sendo denominado por eles como Talhiqox Biny ("biny" - "lago"). 
O Povo Klattasine ou Klatsassan, levou um grupo de guerreiros para atacar uma equipa de construção de uma rota conhecida como Estrada Waddington durante a corrida do ouro, nos canyons do Homathko. Este conflito foi a segunda abertura da Guerra Chilcotin de 1864. Foi enviado tropas de socorro, que incluíram o governador da própria colónia, uma escolta, que chegou à Chilcotin via Lago Tatlayoko.
O lago Tatlayoko e o rio Homathko são componentes de um projecto que envolve o desvio de águas para o Lago Chilko, por entre as montanhas do lado leste do lago. 

## Etimologia
O primeiro mapa completo da Colúmbia Britânica foi produzido sob a autoridade de Joseph Trutch, e foi publicado em 1871. Este mapa nomeia este lago como Lago Ta tlah co, termo é semelhante ao nome nativo: Tsilqot'in usado pelo povo Telhiqox.
Alguns anos mais tarde, George Mercer Dawson pesquisou a geologia da área, e o seu relatório datado de 1878 para o Serviço Geológico do Canadá usou a ortografia Tatlayoco. Mapas da Colúmbia Britânica publicados na década de 1880 e de 1890 continuaram a usar pequenas variações do nome do lago Tatlahco, enquanto muitas publicações geológicas usado ortografia Dawson de Tatlayoco.
A existência de muitas grafias diferentes para uma localização geográfica não era incomum para a época, e o Conselho Geográfico do Canadá, foi criado em 1897 para padronizar essas grafias. Sendo que as suas "regras de nomenclatura" incluíram o seguinte: 
- O nome que é publicado pela primeira vez será preferido.
- Se um nome indígena é usado, a ortografia deve aproximar-se da forma como se pronúncia.
- O nome não deve incluir todas as letras redundantes.
- Qualquer "c" duro deve ser substituído por um "k".

O Conselho Geográfica do Canadá, não sabia que o lago fora nomeado como Tatlahco, e erroneamente pensava que era um nome para um afluente do Rio Coola Bella. Estando só bem conscientes de ortografia de Dawson: Tatlayoco. Assim o termo foi adoptado como o nome oficial em 1911, depois de trocar o “c” para um "k". 
O nome, portanto, passou a ser soletrado Tatlayoko, apesar do fato de que o termo Tatlahco foi publicado pela primeira vez, e ser uma melhor aproximação da palavra Tsilhqot'in original, e que reflecte a pronúncia do nome real (TA-tla-ko). De acordo com as regras de nomenclatura, Tatlahco deveria ter sido reposto Tatlako.